# Scleroglossum wooroonooran
Scleroglossum wooroonooran är en stensöteväxtart som först beskrevs av Bailey, och fick sitt nu gällande namn av Carl Frederik Albert Christensen. Scleroglossum wooroonooran ingår i släktet Scleroglossum och familjen Polypodiaceae. Inga underarter finns listade.